# Ludomila Scheiwiler-von Schreyder
Ludomila Alexandrowna Scheiwiler-von Schreyder (Tbilisi (Keizerrijk Rusland), 10 april 1888 - Frauenfeld, 3 februari 1980) was een Zwitserse feministe en suffragette.

## Biografie
Ludomila Scheiwiler-von Schreyder werd geboren in Tbilisi, in het huidige Georgië. Ze was een dochter van Alexander von Schreyder, een stationschef, en van Bertha Broscis, en stamde af uit een Duitse familie. In 1925 huwde ze Albert Scheiwiler, een doctor in de letteren en leraar.
Scheiwiler-von Schreyder studeerde aanvankelijk in Wenen en in Zürich en studeerde vervolgens theologie in Zürich en Berlijn, al zou ze die studies niet afwerken. Van 1924 tot 1926 studeerde ze aan de sociaal-caritatieve vrouwenschool van Luzern. In 1926 richtte ze de Thurgauischen Frauenstimmrechtsverein op, waarvan ze voorzitster was van 1943 tot 1966.
Met haar opmerkelijk retorisch en muzikaal talent sprak Scheiwiler-von Schreyder op verscheidene conferenties over de plaats van de vrouw in de politiek en de samenleving. Van 1940 tot 1952 diende ze bovendien in de vrouwelijke hulpdienst van het leger.